# Березина (Вінницький район)
Березина — селище в Україні, у Вінницькому районі Вінницької області. Входить до складу Якушинецької сільської громади. Населення — 1031 особа.

## Населення

### Мова
Розподіл населення за рідною мовою за даними перепису 2001 року:
| Мова       | Кількість | Відсоток |
| ---------- | --------- | -------- |
| українська | 149       | 96.75%   |
| російська  | 5         | 3.25%    |
| Усього     | 154       | 100%     |